# Cattedrale di Aleksandr Nevskij (Nižnij Novgorod)
La cattedrale di Aleksandr Nevskij (in russo Собор Александра Невского?) è una chiesa di Nižnij Novgorod, in Russia. Fu costruita nella seconda metà del XIX secolo in base ad un progetto dell'architetto Lev Vladimirovič Dal'. In passato veniva frequentata principalmente dai mercanti della zona commerciale della città. Fungeva inoltre da luogo di celebrazione in occasione delle visite della famiglia imperiale e degli alti gerarchi della Chiesa ortodossa russa. Dal settembre 2009 è la cattedrale dell'eparchia di Nižnij Novgorod.

## Storia e descrizione
Il primo passo verso la realizzazione della cattedrale dedicata all'eroe nazionale Aleksandr Nevskij fu la presentazione nel 1856 di una richiesta di parte di un gruppo di mercanti locali, desiderosi di celebrare la visita dello zar Alessandro II alla città con la costruzione di una nuova chiesa. A tale progetto si interessò lo stesso vescovo di Nižnij Novgorod Antonij e, in circa dieci anni, furono raccolte donazioni per una cifra di circa 4.500 rubli. Tale somma risultò, tuttavia, insufficiente per realizzare un primo progetto architettonico proposto da Robert Kilevejn. Il 18 novembre 1865 fu quindi approvato un nuovo progetto, ideato dal giovane architetto Lev Dal'.
La posa della prima pietra fu posta dal granduca Vladimir Aleksandrovič Romanov e i lavori di costruzione, avviati nell'agosto del 1868, durarono circa 13 anni. Coronata da cinque torri ottagonali, la cattedrale è alta 87 metri ed è frutto della combinazione di vari stili architettonici, ragione per cui costituisce un chiaro esempio di eclettismo. Il 20 luglio 1881 fu finalmente inaugurata e consacrata, alla presenza dello zar Alessandro III, di sua moglie Marija Fëdorovna e dello zarevic Nicola. Divenne un luogo di riferimento per i mercanti che si recavano alla fiera di Nižnij Novgorod.
Nel 1929 la cattedrale fu chiusa per ordine del governo sovietico. Molti degli oggetti di valore presenti al suo interno vennero confiscati, mentre le varie decorazioni in legno furono utilizzate per il riscaldamento di alcuni edifici locali. I parrocchiani riuscirono comunque a salvare delle icone, tra cui quella della Madonna della Croce. Negli anni trenta fu predisposto un piano che avrebbe comportato la demolizione dell'edificio e la costruzione, al suo posto, di un faro dedicato a Lenin. Tuttavia, tale progetto non fu mai concretizzato, anche se all'edificio furono anche smontate le torri. In aggiunta, nel 1940 un incendio causò ulteriori danneggiamenti agli interni. Durante la seconda guerra mondiale al centro della cattedrale fu installata una batteria contraerea, destinata a proteggere la città dalle incursioni della Luftwaffe.
I restauri dell'edificio furono avviati nel 1983, con la partecipazione attiva di volontari. Nel giugno 1992 la cattedrale fu riconsegnata alla Chiesa russa. Il 30 dicembre 1998 il metropolita dell'eparchia di Nižnij Novgorod e Arzamas Nikolaj Kutepov consacrò il ricostruito altare maggiore. I lavori all'interno della cattedrale hanno interessato soprattutto la costruzione di una nuova iconostasi e le decorazioni. Tra le icone più importanti custodite dal tempio vi sono quelle di San Serafino di Sarov e di San Nicola. Accanto alla cattedrale è presente una cappella invernale consacrata a San Macario di Unža.
Dal 4 novembre 2011 la cattedrale ha ospitato per due giorni la reliquia della Cintura della Theotokos. Circa 170.000 persone sono affluite per venerarla, compreso il presidente Dmitrij Medvedev. Nell'agosto 2012 il patriarca di Mosca Cirillo I ha benedetto una campana destinata ad essere ospitata da un campanile vicino alla cattedrale. Con un peso di 60 tonnellate e un'altezza di 4 metri, la campana è la terza più grande della Russia, dopo la celebre Campana dello Zar di Mosca ed una presente nel monastero della Trinità di San Sergio a Sergiev Posad.

## Galleria d'immagini

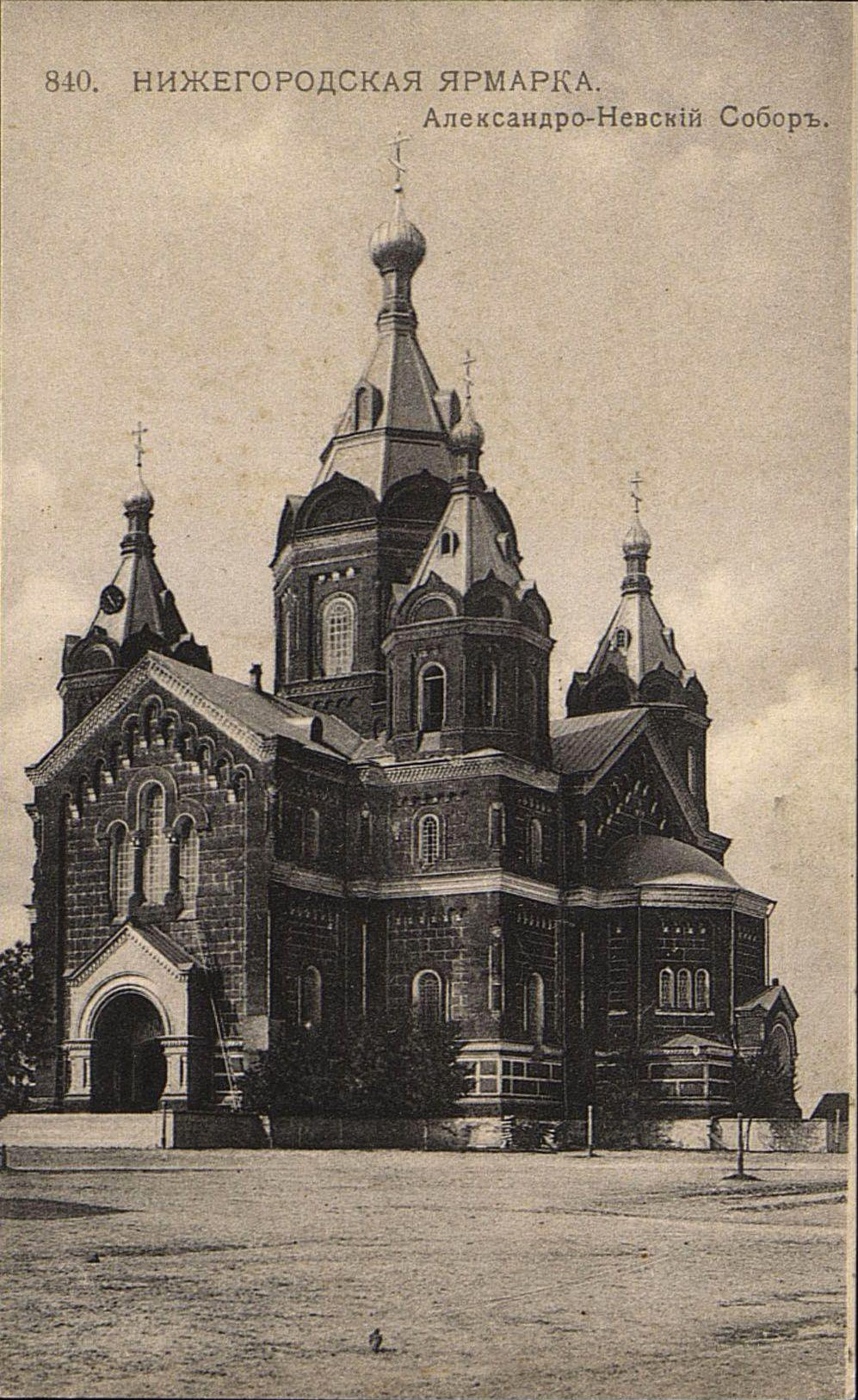
Cattedrale Nevskij in una foto di inizio Novecento

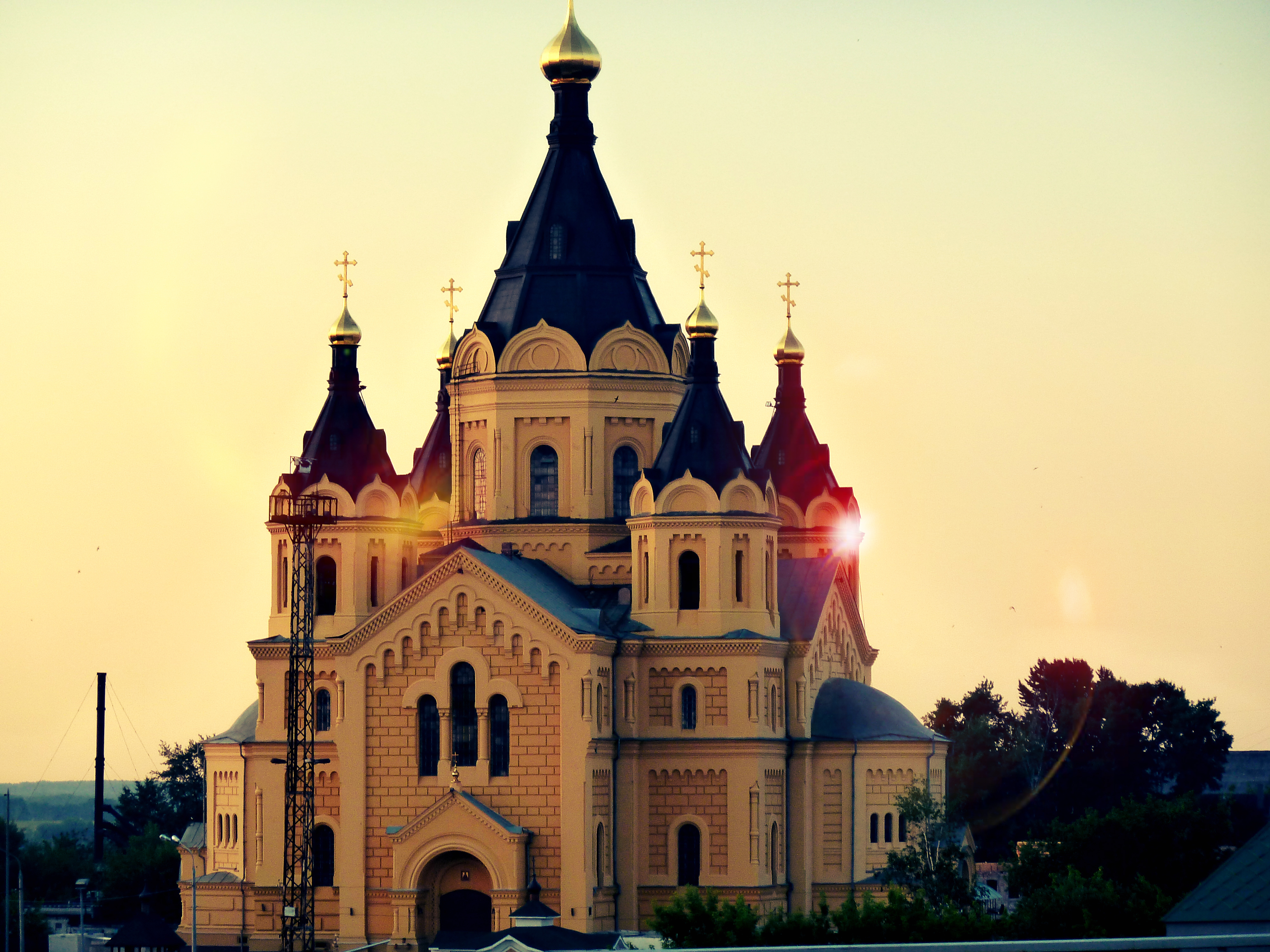
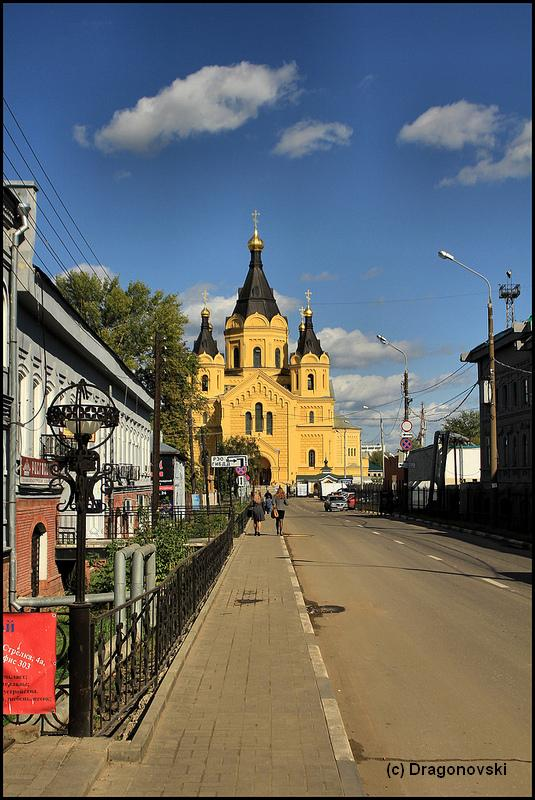
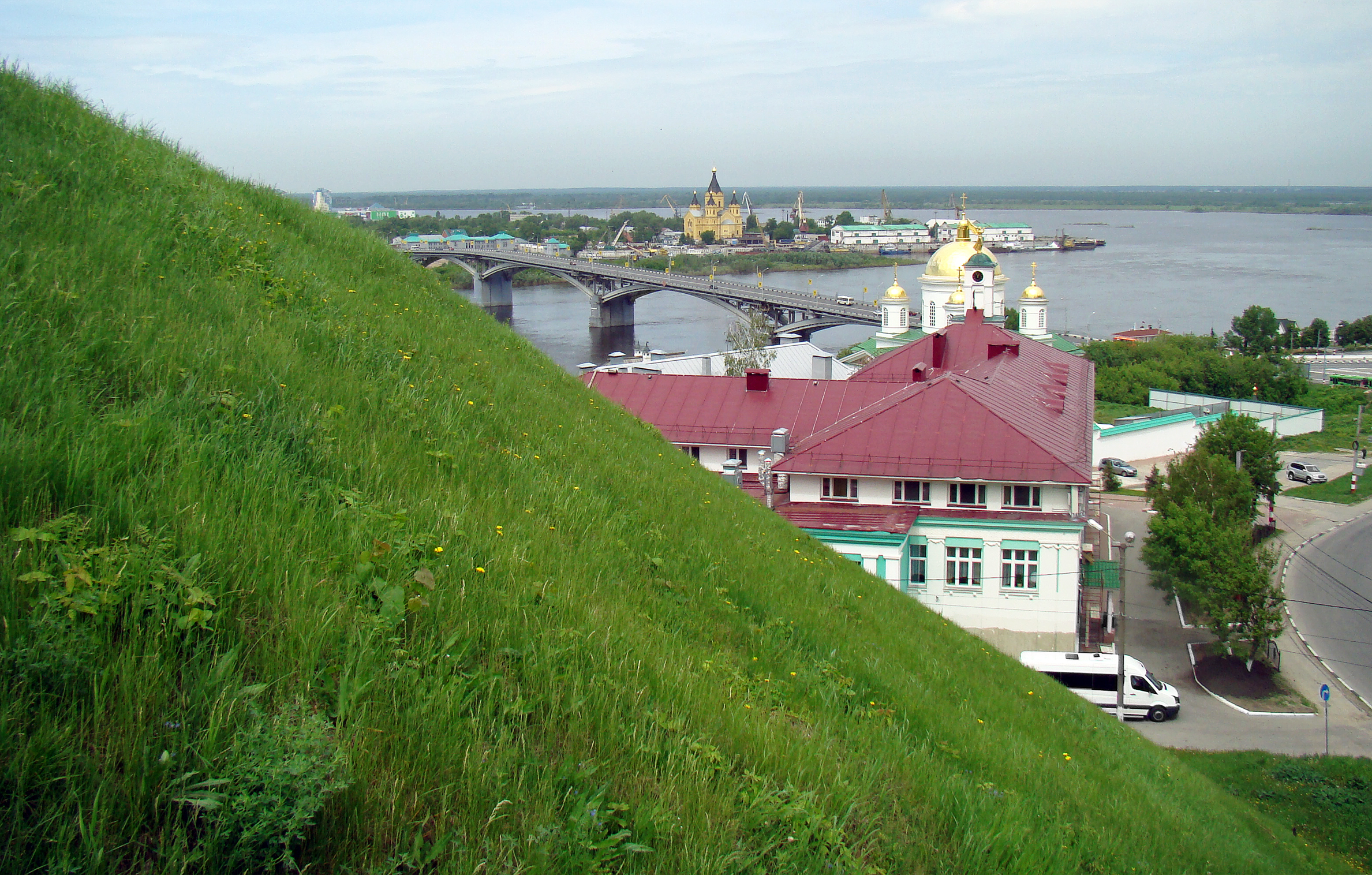
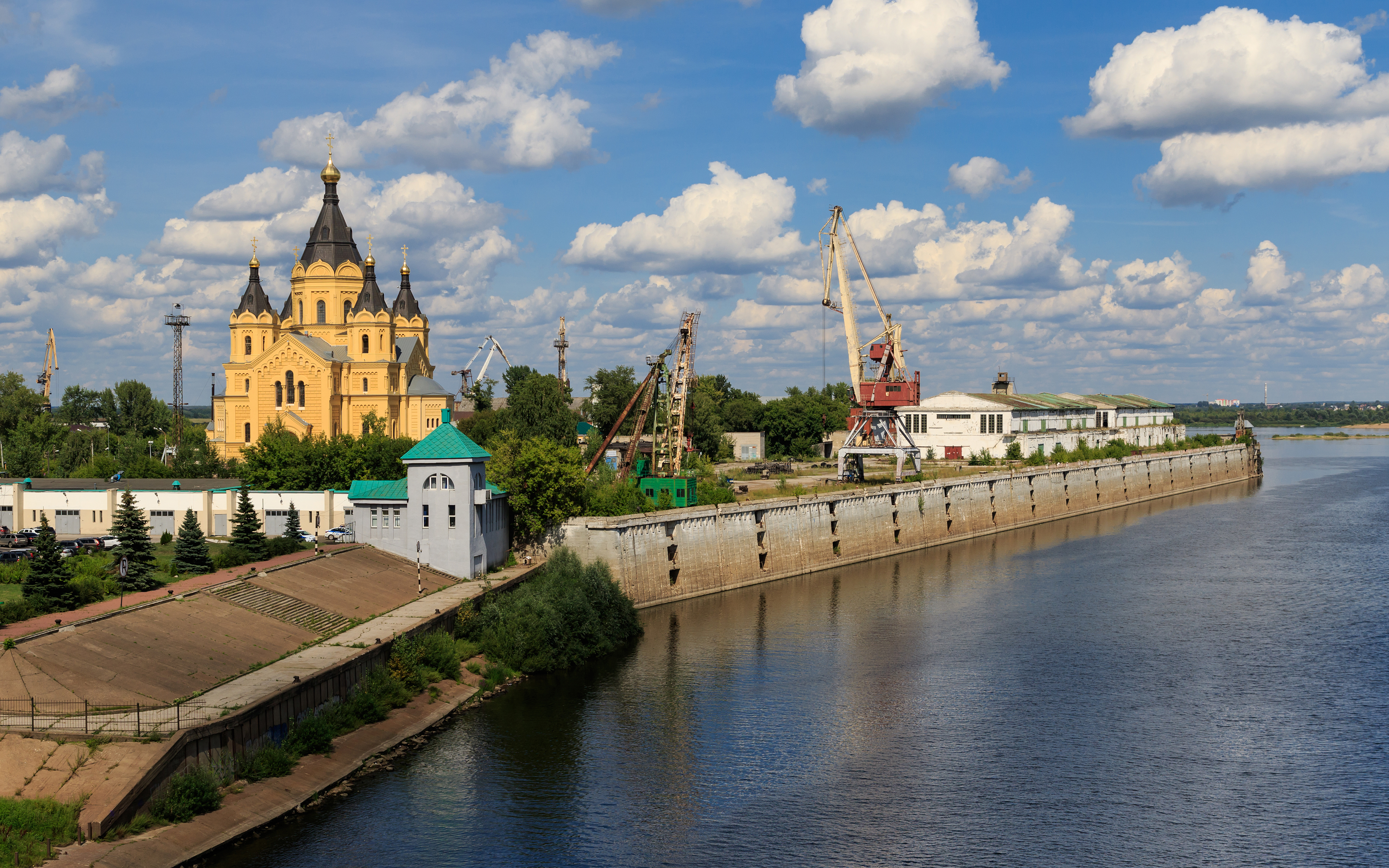
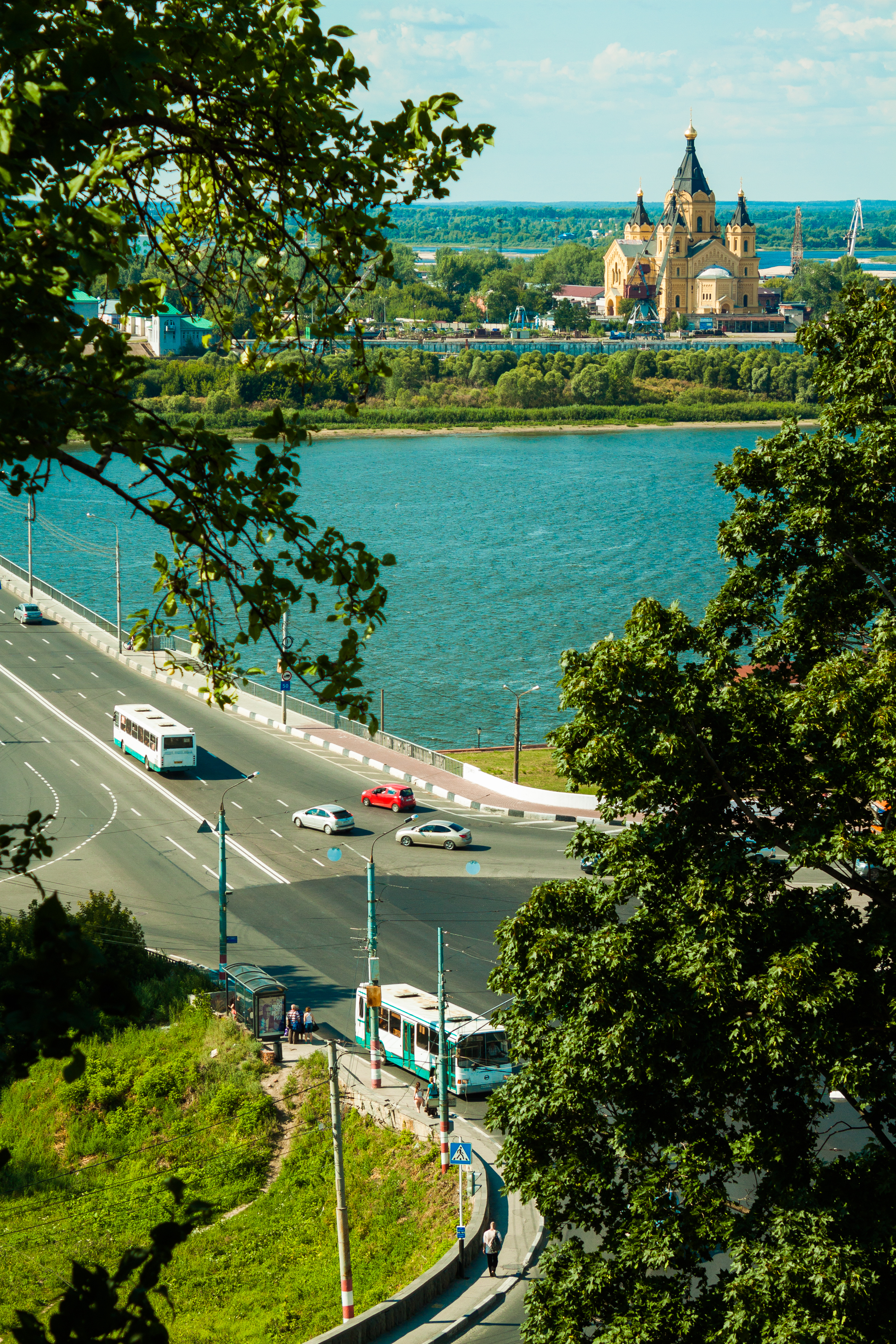
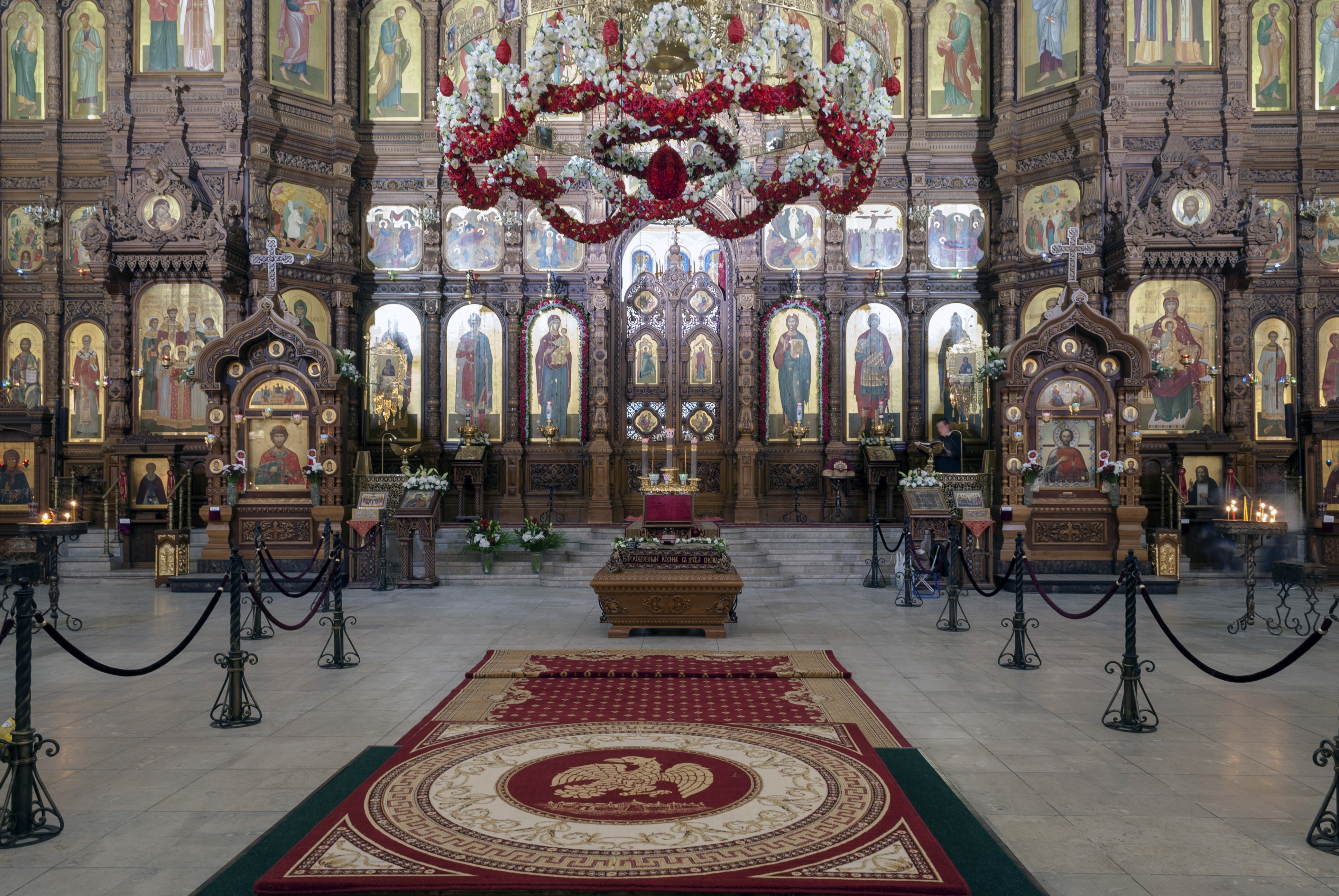